# Ujugoe-in wangmagwi
 (novembre 2021).
Pour plus de détails, voir Fiche technique et Distribution.
Ujugoe-in wangmagwi (우주괴인 왕마귀) est un film sud-coréen réalisé par Gwon Hyeok-jinn, sorti en 1967.

## Synopsis
Une créature reptilienne géante contrôlée par des extra-terrestres détruit Séoul.

## Fiche technique
- Titre : Ujugoe-in wangmagwi
- Titre original : 우주괴인 왕마귀
- Titre anglais : Space Monster, Wangmagwi ou Big Monster Wangmagwi
- Réalisation : Gwon Hyeok-jinn
- Scénario : Byeon Ha-yeong
- Musique : Jeon Jong-kun
- Photographie : Chang Gi-ham
- Montage : Hyeon Dong-chun
- Production : Woo Ki-dong
- Société de production : Century Company
- Pays :  Corée du Sud
- Genre : Science-fiction
- Durée : 80 minutes
- Dates de sortie : 
  -  Corée du Sud : 1967

## Distribution
- Won Nam-koong
- Kim Seon-kyeong
- Han Eun-jin
- Kim Hie-gab

## Production
Le film a fait appel à plus de 154 000 figurants. Il s'agit du deuxième film de kaijū coréen.